# Лізингодавець
Лізингодавець — учасник договору лізингу, який має майно і надає його як предмет лізингу лізингоодержувачу у тимчасове володіння.
В ролі лізингодавця часто виступають комерційні банки, небанківські кредитні організації, лізингові компанії.

## Термінологія
Лізингодавець може бути як юридичною, так і фізичною особою. Незважаючи на це, термін «лізингова компанія» іноді використовується як синонім терміну «лізингодавець».
Продавець майна і лізингодавець можуть бути однією й тією ж особою.
В англомовних країнах використовується термін «lessor», який може також позначати будь-якого орендодавця (не тільки в рамках договору лізингу).
Процес взаємодії лізингодавця з іншими учасниками договору лізингу виглядає наступним чином:
- лізингоодержувач вибирає продавця, що займає потрібним майном;
- лізингодавець набуває це майно у власність. Він набуває майно не для власного використання, а спеціально для передачі його в тимчасове користування;
- лізингодавець передає майно лізингоодержувачу в тимчасове користування за обумовлену плату;
- після закінчення договору в залежності від його умов майно повертається лізингодавцю або переходить у власність лізингоодержувача.